# Regionalfarbe

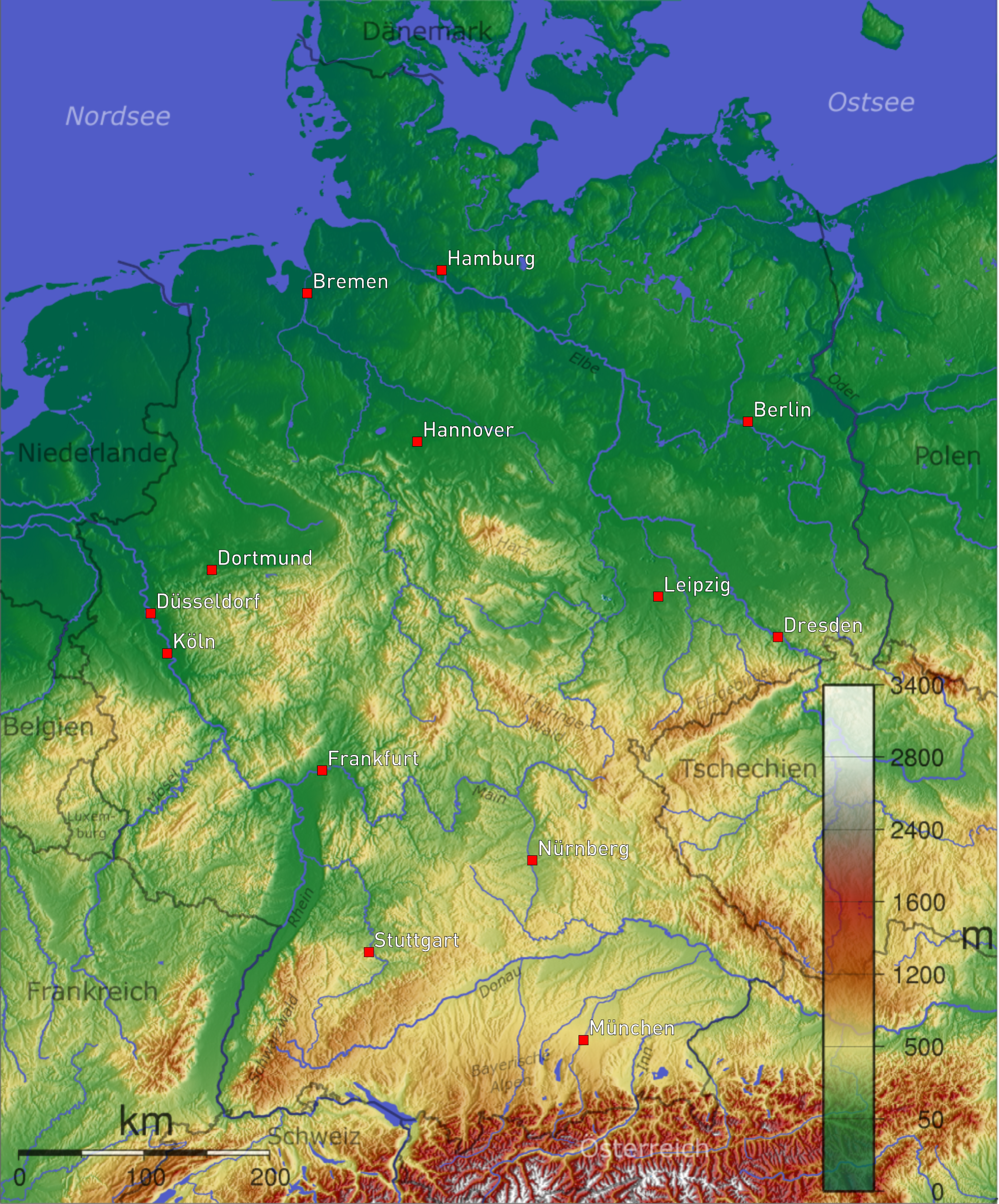
Höheninformation durch Regionalfarben

Regionalfarben nennt man die Farbflächen auf Wand- und Atlaskarten, die ein Gebiet in einzelne Höhenregionen gliedern. Beispielsweise steht grün für Tiefland, hellbraun für Hügel- oder Bergland, braun für Mittelgebirge und dunkelbraun und weiß für Hochgebirge. Darunter fasst man auch die Tiefenstufen des Meeres. In der Schulkartographie sind Regionalfarben Bestandteil der physischen Karte. Die Farben für die Höhenflächen (Farbhypsometrie) folgen heute in Deutschland meist der sogenannten konventionellen Farbskala, die sich eng an die Spektralfarbskala anlehnt.

## Farbgebung

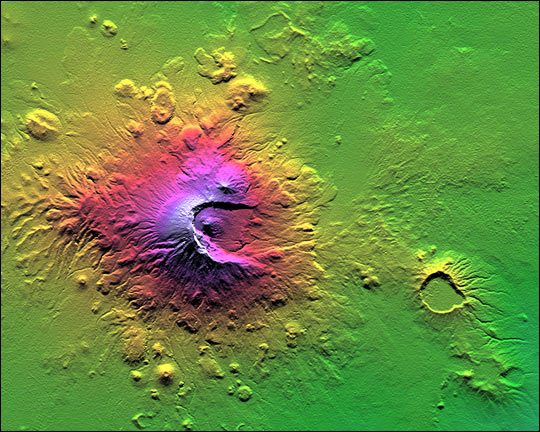
Karte mit Höhenschichten

Verschiedene Höhen werden durch verschiedene Farben symbolisiert. Üblich sind Farbskalen, deren Farben der natürliche Bedeckung oder der Farbwahrnehmung aus der Luft entsprechen. Eine sehr gebräuchliche Skala geht von grün (wie Gras) im Flachland über gelb, braun (Krüppelgehölz), grau (Gestein) zu weiß (Schnee), entsprechend folgenden Höhen:
- 0–100 m: Blaugrün
- 100–200 m: Gelbgrün
- 200–500 m: Gelb
- 500–1000 m: Hellbraun
- 1000–2000 m: Braun
- 2000–4000 m: Rotbraun
- 4000–5000 m: Braunrot
- Gipfelbereiche: Weiß

Eine Schummerung unterstützt die Tiefenwirkung.

## Geschichte

### Anfänge
Erstmals setzten Theodor Freiherr von Liechtenstern im Jahre 1836 und Emil von Sydow zwei Jahre später Regionalfarben für den Schulunterricht in dem neuen Kartentyp der sogenannten physikalischen Gebirgs- und Gewässerkarte ein, die keine politischen Grenzen und nur wenige Orientierungsorte enthielt. Zunächst gab es nur eine Farbe – Braun oder Grün – und dazu eine farbfreie weiße Fläche, um Tief- und Hochland zu veranschaulichen. Kernstück der Karten war die Darstellung des Reliefs durch die hochentwickelte Schraffentechnik. Die in Schwarz oder Braun angelegten Gebirgsschraffen ohne weiteren Farbüberdruck zeigten die Bergregionen an. Sie zu betonen war anfangs die Aufgabe der Regionalfarbe; für eine definierte Höhenschicht stand sie noch nicht. „Die Tiefländer sollen  … als Basis der Erhebungen im Contraste zu diesen hervortreten“, so Sydow, und Grün erschien ihm „zweckmäßig, als es am besten gegen das Braun der Gebirge (in Schraffen) abstach.“ Tieflandbraun blieb im 19. Jahrhundert in Gebrauch. Letztlich durchgesetzt hat sich Sydows Tieflandgrün, gemeinhin mit der Naturfarbe Wiesengrün identifiziert, obwohl es Sydows „Idee“ nicht war, „durch die Farbe die Verhältnisse der belebten Natur auszudrücken.“  Später kam es zur Einführung von drei bis vier Höhenstufen mit festgelegten Abgrenzungen, indem die Tieflandfarbe mittels eines feinen, mal breiteren, mal engeren Linienrasters unterteilt wurde. Die Verwendung der beiden Regionalfarben Grün und Braun auf einer Karte in der Schraffenmanier war eine Ausnahme.

### Höhenschichten
Daneben gab es die Reliefdarstellung allein entlang von enger gelegten Höhenschichten in verschiedenen Farben ohne Geländeschraffierung. Der Österreicher Franz Ritter v. Hauslab entwickelte um 1830 eine systematische Farb- und Höhenskala für bis zu sieben Höhenschichten, die nach Art einer Stufenleiter die Farben nach dem Prinzip „Je höher, desto dunkler“ anordnete. In Deutschland kam es nach der Mitte des 19. Jahrhunderts zu den ersten vollfarbig gedruckten physischen Karten mit vier bis sieben Höhenschichten. In Anlehnung an die Regionalfarben wurden zwischen die Eckfarben Grün und Dunkelbraun lichtere und sattere beige-braune Töne gelegt. Die farbreichere Skala Hauslabs setzte sich nicht durch. Auch blieben die Höhenschichtenkarten ohne Bergstriche auf das Jahrhundert ihrer Entstehung begrenzt.

### Durchbruch

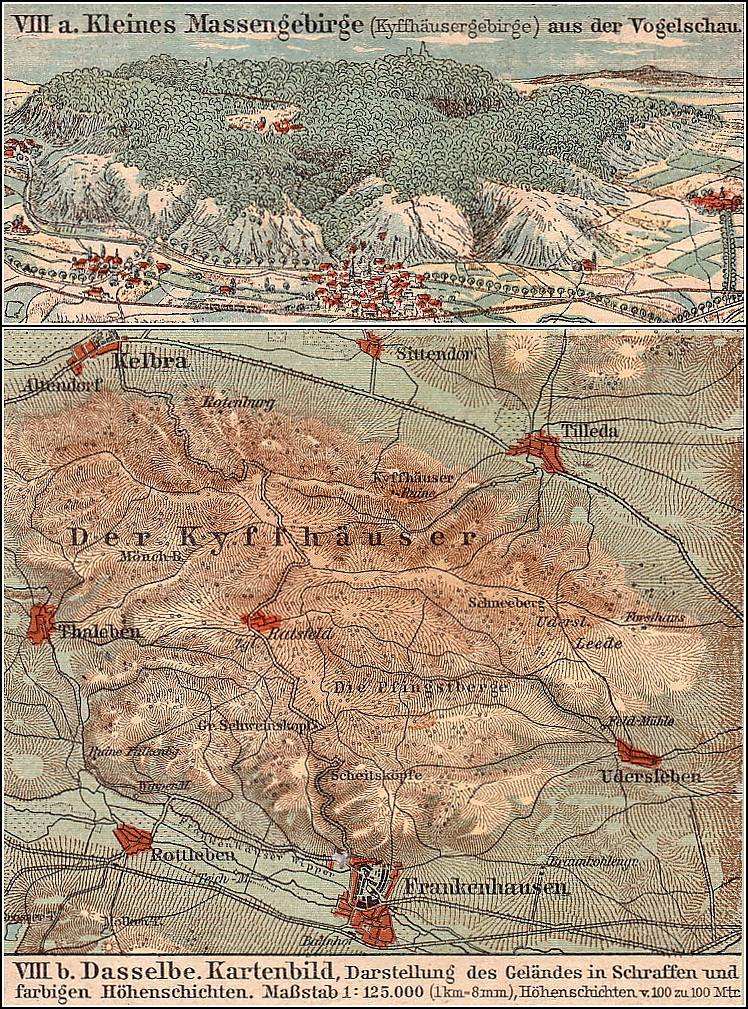
Karte des Kyffhäusers (1913)

Erst ab den 1880er-Jahren wurde die physische Karte mit den Regionalfarben zu dem grundlegenden Kartentyp der Schulatlanten. Bis dahin dominierten die politischen Karten. Der Schulatlas von Carl Diercke und Eduard Gaebler von 1883 markierte diese Zäsur. Farbfreie Bereiche verschwanden, einheitliche Höhen- und Farbskalen für Höhenschichten wurden üblich und auch die schraffierten Gebirgsregionen erhielten eine Flächenfarbe. Angeregt durch den Österreicher Karl Peucker, flossen nach der Jahrhundertwende die Spektralfarbskala, besonders die Farben Gelb und Rot, und die Farbwahrnehmung aus der Luftperspektive in die plastischer wirkenden Farbenreihen ein. Die Regionalfarben, erweitert um die Farbe Gelb, wurden satter und kontrastreicher. Peuckers eigene Skala und nach ihr entwickelte Farbreihen mit Rot als Farbe für die höchste Gebirgsschicht, wie in den Wandkarten von Hermann Haack verwendet, fanden in der deutschen Kartographie keine Verbreitung. Am Ende einigte man sich auf eine schon von der Tradition vorgeformte Version der Spektralfarbskala. Heute ist neben die traditionelle physische Karte eine zweite „physische“ – naturräumliche – Karte getreten, die die Bodenbedeckung bzw. die Vegetation durch Flächenfarben kenntlich macht. Als Leit- und Orientierungskarte werden die klassische physische Karte und mit ihr die Regionalfarben weiterhin von Bedeutung sein.